# 142gy busz (Budapest)
A budapesti 142-es (gyors 142-es) jelzésű autóbusz az Árpád híd (Szentlélek tér) és a Békásmegyer (Heltai Jenő tér) között közlekedett. A viszonylatot a Budapesti Közlekedési Rt. üzemeltette.

## Története
2002. július 13–28. között a szentendrei HÉV fővárosi szakaszán pályafelújítást végeztek, ezért a pótlóbuszok mellett 142-es jelzéssel tehermentesítő járat is közlekedett a munkanapi csúcsidőszakokban.

## Útvonala
| Békásmegyer (Heltai Jenő tér) felé | Árpád híd (Szentlélek tér) felé |
| --- | --- |
| Árpád híd (Szentlélek tér) vá. – Tavasz utca – Flórián tér – Szentendrei út – Rákóczi utca – Batthyány utca – Madzsar József utca – Békásmegyer (Heltai Jenő tér) vá. | Békásmegyer (Heltai Jenő tér) vá. – Madzsar József utca – Batthyány utca – Rákóczi utca – Szentendrei út – felüljáró – Serfőző utca – Árpád fejedelem útja – Árpád híd (Szentlélek tér) vá. |

## Megállóhelyei
| 0 | Árpád híd (Szentlélek tér) végállomás    | 4 | 18, 18A, 34, 37, 42, 106, 137, HÉV-pótló 1, 1A           |
| 1 | Köles utca (ma: Kaszásdűlő H)            | 3 | 34, 42, 106, HÉV-pótló                                   |
| 2 | Aquincum                                 | 2 | 34, 42, 106, HÉV-pótló Aquincum felső                    |
| 3 | Pünkösdfürdő utca                        | 1 | 42, 145, 146, Békás, HÉV-pótló                           |
| 4 | Békásmegyer (Heltai Jenő tér) végállomás | 0 | Szentendrei HÉV 42, 143, 145, 146, 186, Békás, HÉV-pótló |